# Shōtōkan-ryū
 (août 2010).
Si vous disposez d'ouvrages ou d'articles de référence ou si vous connaissez des sites web de qualité traitant du thème abordé ici, merci de compléter l'article en donnant les références utiles à sa vérifiabilité et en les liant à la section « Notes et références ».
Shōtōkan-ryū (松濤館流, Shōtōkan-ryū) est un style d'art martial japonais, qui fait partie du karaté-do. Il est issu de l’école Shorin ou Shōrin-ryū de maître Matsumura (1809-1896), qui a donné naissance, grâce à ses élèves, à de nombreux styles différents de karaté. L’un de ses élèves, appelé Gichin Funakoshi (1868-1957), devenu maître à son tour, développa son propre style et l’appela Shōtōkan. Les autres élèves de Matsumura, devenus maîtres à leur tour, développèrent d'autres styles de karaté comme Shito-ryū, Gōjū-ryū, Kyokushinkai, kenpō, Shinkai, etc.

## Historique

### La voie de Bodhidharma
La légende raconte que Bodai Daruma (Bodhidharma), un moine bouddhiste indien, après un long voyage, demanda asile aux moines du monastère de Shaolin en Chine, vers l'an 520 apr. J.-C. Voyant ses disciples s'épuiser lors des longues méditations, il conclut que la recherche de l'illumination par le zen ne devait pas se faire au détriment du corps, mais plutôt par l'union du corps et de l'esprit.
Il enseigna donc à ses disciples une série d'exercices physiques destinés à renforcer le corps. Cette méthode d'entraînement basée sur la respiration et sur des techniques de combats à poings nus ou avec un bâton, se propagera plus tard en Chine sous le nom de kenpō, littéralement la « méthode des poings ». Les historiens[Lesquels ?] ont montré que ce mythe a été inventé au XVIIe siècle[réf. souhaitée].

### Okinawa, le berceau du karaté
Okinawa, qui signifie « corde sur l'océan », est l'île principale de l'archipel des îles Ryūkyū, au sud du Japon. Point de rencontre traditionnel des cultures chinoise et japonaise, l'île d'Okinawa devint l'endroit où naquit la forme définitive du combat à mains nues. Durant la domination japonaise sur Okinawa, l'emploi des armes fut prohibé une deuxième fois, ce qui obligea les habitants à mettre au point des méthodes de combat particulièrement efficaces, en se servant uniquement de leurs poings, de leurs pieds et aussi d'instruments aratoires.
Voila pourquoi les applications de certaines techniques de karaté sont aujourd'hui difficiles à expliquer : elles servaient à l'origine a lutter contre des sabres, des lances, des naginata…
Un mélange de tō-de, des formes locales de combat ou encore importées d'autres endroits, finit par donner naissance à la méthode appelée Okinawa-te, qui se développera suivant trois styles de base : Shuri-te, Naha-te et Tomari-te. De là ressortiront les écoles suivantes : celles de Miyagi Chojun, fondateur du Gōjū-ryū ; de Mabuni Kenwa, père du Shitō-ryū ; de Otsuka Hironori, fondateur du Wadō-ryū ; de Nagamine Soshin, un des pères du style Shōrin-ryū et de Funakoshi Gichin, qui créa la Shōtōkan-ryū. En 1902, le gouvernement d'Okinawa introduit l'Okinawa-te dans les écoles secondaires. Itosu Yasutstune devient le premier instructeur. Par la suite, plusieurs maîtres iront enseigner leur art martial hors de l'île. Funakoshi fut un de ceux-là.

### Yasutsune Itosu
La « main sacrée du Shuri-te », Itosu est né à Shuri en 1830. Fils de fonctionnaire, disciple de Matsumura Sokon dès l'âge de 16 ans, il est devenu un des artistes martiaux les plus respectés à Okinawa pendant le XIXe siècle. Il a été le secrétaire particulier du roi de l'archipel des îles Ryūkyū. C'est en grande partie grâce à lui que nous est parvenue la tradition du Shuri-te, l'école de Sokon Matsumura. Une de ses grandes contributions était la croyance ferme de l'importance du développement de la personnalité de la personne à travers l'étude des katas et du bunkai, l'application technique des katas.
En 1901, lorsque le gouvernement d'Okinawa introduisit le karaté dans les écoles, Maître Itosu devint la première personne à enseigner le tō-de à l'école primaire Shuri-jinjo. À cette époque, la conception de l'éducation physique était militariste, les médecins militaires se rendaient compte lors des examens que les pratiquants de cet art martial étaient plus robustes. Gichin Funakoshi commencera à cette époque à étudier le tō-de avec sensei Itosu. Ce dernier enseignait un tō-de de style Shôrin, caractérisé par une grande mobilité et des techniques longues.

### Sokon Matsumura
Surnommé le « guerrier » (bushi), Matsumura est né en 1797 dans la ville de Shuri sur l'île d'Okinawa. Expert de l’Okinawa-te de style Shorin, il a eu comme professeurs d'arts martiaux Sakugawa, Kushanku, Iwah et un des maîtres de l'école de kendo, Jigen du clan de Shimazu, de Satsuma, Yashuhiro Iujin. Il a travaillé comme officier et garde du corps pour les trois derniers rois des Ryūkyū.[réf. nécessaire]
Il a habité en Chine autour de l'année 1830. À son retour à Okinawa, il fonde son école et commence à enseigner son style, le Shorin-ryū gosoku-an karate (« karaté Shaolin pour la défense de la patrie »), une forme chinoise modifiée. Parmi ses étudiants les plus connus, nous pouvons nommer Kyan, Yabu, Itosu et Azato[réf. nécessaire]. De temps en temps, il enseignait aussi à Funakoshi. Cependant, sa plus grande influence s'est faite par le biais des deux maîtres Azato et Itosu. Selon Matsumura, si on veut comprendre l'essence des arts martiaux, on doit étudier intensément. On reconnait ici le précepte 20 du niju kun.

### Azato Yasuzato
Peu connu, un des meilleurs disciples de Matsumura, Azato est reconnu grâce au fait d'avoir enseigné à Funakoshi. Pourtant, il était considéré comme le plus grand expert de karaté de son époque lorsqu'il a commencé à enseigner à Funakoshi. Ce dernier commence la pratique de l'Okinawa-te vers l'âge de 15 ans avec Azato, qui est le père de son maître d'école. À l'époque, l'art martial d'Okinawa n'était pas enseigné au grand public. Les cours avaient lieu la nuit clandestinement, loin des regards indiscrets. Son apprentissage se déroula d'une façon traditionnelle pour l'époque.
Il s'agissait alors de pratiquer un seul exercice et de passer au suivant uniquement lorsque le Maître estimait que le karatéka était capable de la réaliser parfaitement. L'apprentissage d'un kata pouvait ainsi durer plusieurs années. Un kata en trois ans était une expression coutumière dans les anciens budo. Adepte de l'art du sabre de l'école Jigen, c'est de lui que nous vient un des préceptes du niju kun : « Considérez les bras et jambes des gens comme des épées. »

### Gichin Funakoshi: créateur du Shōtōkan

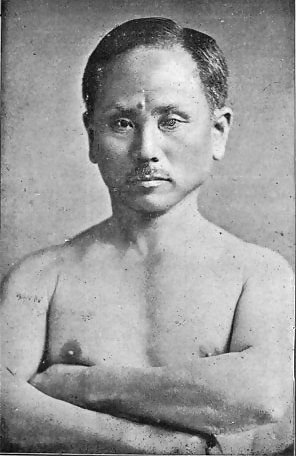
Gichin Funakoshi.

Gichin Funakoshi est considéré comme le père du karaté moderne. Il est l'importateur du karate-dō au Japon et créateur du style Shōtōkan, il a fait évoluer la forme initiale du karaté d'Okinawa.
Né en 1868, Funakoshi vécut dans le district de Yamakawa-Chô sur l'île d'Okinawa. L'ère Meiji débutait, l'homme était alors très cultivé et de surcroît poète. Sensible au code moral de ses ancêtres, il observait rigoureusement les interdits d'autrefois, et considérait au vu de ces principes que le samouraï se doit en toute occasion de renvoyer une image impeccable.
À l’origine, Funakoshi pratiquait les deux écoles qui dominaient (Shorei-ryū et Shorin-ryū). Après une dure pratique de ces deux formes de karaté, Funakoshi parvint à développer une nouvelle forme de karaté, un modèle plus simple, combinant les idéaux de Shorei-ryū et de Shorin-ryū. Le karaté qu’il enseigna à ses étudiants reflétait les changements opérés par Anko Itosu, y compris la série de katas de heian/pinan. Funakoshi changea également les noms des katas de son programme d’étude, dans un effort de rendre les noms « étrangers » d’Okinawa plus agréables aux oreilles des Japonais.
Le maître Gichin Funakoshi, en tant que président de la Okinawa Shobukai, une association de karaté, fut convié en mai 1922 par le ministère de l'Éducation à prendre part à une démonstration, agréée par le gouvernement nippon, organisée à Tokyo. Cette démonstration mettait en scène les arts martiaux traditionnels du pays, parmi lesquels le karaté. C'est ainsi qu'il fut le premier héraut du karaté-jutsu, discipline originale en provenance d'Okinawa (de l'archipel des Ryūkyū). Il devait alors, pour satisfaire les requêtes de nombreux individus, s'installer dans la capitale et y travailler à vulgariser son art martial. Le karaté Shōtōkan fut officiellement reconnu en 1939.
Avant de s'éteindre en 1957, Gichin Funakoshi forma de nombreux élèves : Obata, Okuyama, Egami, Harada, Hironishi, Takagi, Ohshima, Nakayama, Nishiyama, Kanazawa Hirokazu, Taiji Kase.

### Évolution du Shōtōkan
À la suite de Gichin Funakoshi, certains de ses élèves développèrent, à leur tour, également, leurs propres styles de karaté. Il existe donc des sous-variantes du style Shōtōkan. En voici quelques-unes :
- Maître Ohshima a développé le Shōtōkan Ohshima, orienté sur le style Gishin Funakoshi[1] (la famille Funakoshi avait confié à Ohshima la traduction du 2e livre du maître, Karate-dō kyohan). Ce style est représenté en France depuis 1964 par l’organisation France Shotokan.

- Maitre Taiji Kase (1929-2004) a développé le Shōtōkan ryū Kase ha, orienté sur le style Yoshitaka Funakoshi (le fils de Gichin Funakoshi) et sur sa morphologie bréviligne[2]. Il est représenté en France entre autres par l’organisation IEKS (Institut d'enseignement du karaté-do Shotokan Ryu Kase Ha).

- Maître Masatoshi Nakayama : créateur de la Japan Karate Association (JKA).

- Maître Nishiyama a développé le Shōtōkan ryū Nishiyama, avec une orientation militaire[3].

- Maître Kanazawa a développé le Shōtōkan ryū Kanazawa, avec une orientation vers le tai-chi-chuan[4].

## Philosophie

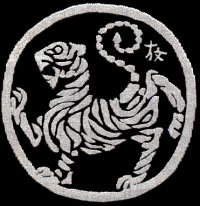
Tora no maki : symbole du karaté Shōtōkan

### Vertus et règles
Les vertus et les règles sont l’honneur, la loyauté, le courage (l’esprit d’endurance), la sincérité, la bonté, le respect et la politesse.
Le Dojo kun énonce cinq principes philosophiques qui guident l'entraînement dans le dojo. Ceux-ci sont la perfection du caractère, la loyauté, l'effort pour exceller, le respect d'autrui et l'absence de comportement violent. Ces principes sont nommés les Cinq maximes du karaté. Le Dojo kun est généralement affiché sur un mur du dojo. Dans certains clubs, on le récite au début ou à la fin de chaque cours afin de motiver les karatékas et de les préparer à des entraînements ultérieurs.

#### Les 20 préceptes du karaté-do
Sensei Funakoshi, afin de laisser une trace écrite et de guider les pratiquants dans leur quête d'une compréhension plus approfondie des aspects spirituels de la voie du karaté-do, rédigea au soir de sa vie ce traité. Ces maximes succinctes qui s'inscrivent dans le cadre d'une tradition orale étaient originellement destinées à être complétées par des explications du Maître, dans son dojo ou au hasard de cours particuliers que celui-ci dispensait à ses disciples.
Les principes sont compacts, concis et tendent vers une nature profondément philosophique. Cette même concision fait qu'ils sont sujets à des multiples interprétations et ce, même dans leur langue d'origine : le japonais. Certaines exégèses peuvent très bien altérer la signification originelle souhaitée par le Maître. Les commentaires et interprétations sont de Genwa Nakasone, contemporain et allié de poids de maître Funakoshi. C'est cette position privilégiée aux côtés du Maître qui fit de lui l'une des personnes les plus à même d'illustrer de commentaires les vingt préceptes.
1. N'oubliez pas que le karaté commence et s'achève par le rei. Rei signifie « respect, courtoisie, le salut », mais ne pas le limiter à ces simples définitions. Il signifie le respect que l'on éprouve à l'endroit des autres, le rei est également la marque de l'estime que l'on a pour soi. Lorsqu'on transfère cette estime que l'on a pour soi sur les autres — respect — on agit conformément aux principes du rei. Les disciplines de combat qui font fi des principes du rei ne sont que pure violence, la force physique dénuée de rei n'est rien d'autre que brutalité, sans valeur pour l'être humain. Le rei est la manifestation physique d'un cœur sincère, révérencieux et empli de respect.
2. Il n'y a pas d'attaque dans le karaté. Dans le karaté, les mains et pieds sont potentiellement aussi mortels que la lame d'un sabre : c'est pourquoi dans la mesure du possible vous devez éviter de décocher un coup mortel. « Jamais il ne faut tirer son sabre sur un coup de tête », cet enseignement fondamental était au cœur du bushido japonais. Ainsi, « il n'y a pas d'attaque dans le karaté » est une extension de ce principe de base selon lequel il ne faut pas sortir son arme au moindre prétexte. Elle souligne la nécessité absolue de faire montre de patience et de pondération. Mais quand la confrontation est inévitable, le pratiquant doit se lancer corps et âme dans le combat.
3. Le karaté est au service de l'équité. L'équité est ce qui sert le bien, la vertu. « Quand je m'observe et que je constate que je suis dans le vrai, alors, mes ennemis, fussent-ils un millier ou dix mille, ne peuvent m'arrêter. Cela implique bien sûr  qu'il faut faire preuve d'intelligence, de discernement et de force véritable ».
4. Apprends déjà à te connaître, puis connais les autres. À force de pratique, le karatéka connaît ses techniques favorites ainsi que ses propres faiblesses ; en combat, il doit connaître ses propres points forts mais aussi ceux de son adversaire.
5. Le mental prime sur la technique. Voila une anecdote qui illustrera cet aphorisme : « Un jour, un célèbre maître de sabre, Tsukahara Bokuden, voulut mettre ses fils à l'épreuve. Pour commencer, il fit appeler Hikoshiro, l'aîné des trois. En ouvrant la porte du coude, celui-ci la trouva plus lourde qu'à l'accoutumée et, en passant la main sur la tranche supérieure de la porte, constata qu'on avait disposé, en équilibre, un lourd appui-tête en bois. Il l'enleva, entra puis le remit exactement comme il l'avait trouvé. Bokuden fit alors venir son fils cadet, Hikogoro. Quand celui-ci poussa la porte, l'appui-tête tomba mais il le rattrapa en vol et le remit à sa place. Bokuden fit enfin appeler Hikoroku, son benjamin, le meilleur, et de loin, au maniement du sabre. Le jeune homme poussa puissamment la porte et l'appui-tête tomba, heurtant son chignon. En un éclair, il dégaina le sabre court qu'il portait à la ceinture et trancha l'objet avant qu'il ne touchât le tatami. À ses trois fils, Bokuden déclara : « C'est toi, Hikoshiro, qui transmettras notre méthode de maniement du sabre. Toi, Hikogoro, en t'entraînant ardemment, peut-être égaleras-tu, un jour, ton frère. Quant à toi, Hikoroku, tu conduiras certainement un jour notre école à sa perte et attireras l'opprobre sur ton patronyme. Je ne peux pas donc m'offrir le luxe de garder un individu aussi imprudent dans mes rangs ». Sur ces vertes paroles, il le désavoua. Cela illustre parfaitement l'importance accrue des facultés mentales sur les facultés techniques.
6. L'esprit doit être libre. Meng Tsu évoque la quête de l'esprit « perdu » pour mettre un terme à l'errance spirituelle. Lorsque notre chien, notre chat ou nos poules se perdent, nous remuons ciel et terre pour les retrouver et les ramener à la maison, mais il déplore que lorsque notre esprit (qui dirige notre corps) s'égare pour finir par se perdre totalement, nous n'essayons même pas de le remettre sur le droit chemin. À l'inverse, Shao Yung soutient que l'esprit a besoin de se perdre, si l'on attache l'esprit tel un chat en laisse, il perdra sa liberté de mouvement. Utilisez l'esprit à bon escient, laissez-le explorer à sa guise, ne le laissez pas s'attacher ou s'enfermer dans un carcan. Les néophytes exercent souvent un contrôle trop pesant sur leur mental, ils craignent de s'ouvrir au monde et de laisser leur esprit courir librement. Au cours de l'apprentissage, il est préférable de suivre les consignes édictées par Meng Tzu dans un premier temps, pour, dans un second temps, libérer l'esprit préconisé par Shao Yung.
7. Calamité est fille de non-vigilance. Combien d'accidents sont imputables à la négligence, à l'étourderie, le moindre relâchement de l'attention peut réduire à néant les efforts de préparation et de recherche effectuées au préalable, si approfondis soient-ils. En combat une « préparation bâclée » équivaut à un « désastre » ; pour ne pas arriver à de tels extrêmes, nous devrions constamment analyser nos actes et faire montre de beaucoup de circonspection en matière de méthodologie.
8. La pratique du karaté ne saurait se cantonner au seul dojo. L'objectif du karaté est de polir et nourrir à la fois le corps et l'esprit, s'il commence au dojo au cours de la pratique, ce travail ne doit pas s'interrompre en fin d'entraînement. Il faut pratiquer continuellement dans tous les actes de la vie quotidienne. Une alimentation déséquilibrée, un abus de boisson, des habitudes nuisibles à la santé en général auront des répercussions certaines sur la pratique au dojo. Ils fatigueront à la fois le corps et l'esprit et détourneront l'adepte du dessein ultime de la pratique.
9. Le karaté est la quête d'une vie entière. La Voie du karaté est sans fin, c'est la raison pour laquelle un pratiquant sincère pratiquera jusqu'à son dernier souffle. Dans Hagakure, le seigneur Yagyu déclarait qu'il ne savait pas comment défaire les autres mais qu'il savait comment l'emporter sur lui-même : être meilleur aujourd'hui qu'hier et meilleur demain qu'aujourd'hui. C'est-à-dire, travailler sans relâche et jusqu'au dernier souffle pour sans cesse progresser. La Voie véritable est infinie.
10. La Voie du karaté se retrouve en toute chose, et c'est là le secret de sa beauté intrinsèque. Un coup, de poing ou de pied, asséné ou encaissé, peut signifier vie ou mort. Telle est la doctrine au cœur du karaté-dô. Si chaque domaine de la vie est abordé avec un tel sérieux, épreuves et difficultés peuvent être dépassées. Si un pratiquant affronte chaque difficulté en ayant le sentiment que sa vie entière est en jeu, il réalisera l'étendue de ses propres ressources.
11. Pareil à l'eau en ébullition, le karaté perd son ardeur s'il n'est pas entretenu par une flamme. Un proverbe japonais illustre cela : « L'apprentissage par la pratique revient à pousser une charrette vers le sommet d'une colline. Cessez de pousser et tous vos efforts auront été vains. » L'intégration d'une facette du karaté parmi d'autres, ou une pratique distendue, ne sauraient suffire. Seule une pratique régulière et assidue récompensera votre corps et votre esprit des fruits de la Voie.
12. Ne soyez pas obsédé par la victoire ; songez plutôt à ne pas perdre. Savoir uniquement comment décrocher la victoire sans savoir comment perdre revient à se mettre soi-même en situation de défaite, ultimes paroles du shogun Tokugawa[Lequel ?]. L'attitude mentale obsédée par la victoire nourrit nécessairement un optimisme excessif qui, à son tour, nourrit impatience et irritabilité. L'attitude la plus fine consiste, au contraire, à se résoudre fermement à ne pas perdre — quel que soit l'adversaire — en prenant conscience de nos propres forces et en faisant preuve de conviction inébranlable, le tout en adoptant une attitude conciliante dans la mesure du possible.
13. Ajustez votre position en fonction de l'adversaire.
14. L'issue d'un affrontement dépend de votre manière de gérer les pleins et les vides (forces et faiblesses). Les préceptes treize et quatorze évoquent l'attitude mentale à suivre en combat. Un combattant doit pouvoir et savoir s'adapter à son adversaire ; comme l'eau qui s'écoule naturellement du haut vers le bas, le combattant évite les points forts de l'ennemi pour le frapper là où il est vulnérable. Il doit éviter toute action stéréotypée, le maître mot de sa conduite doit être fluidité, souplesse, adaptation, plutôt qu'inertie et constance.
15. Considérez les mains et les pieds de l'adversaire comme des lames tranchantes. Un pratiquant sincère de karaté-dô saura rendre ces extrémités corporelles aussi dangereuses que des armes blanches. Dans cette optique, même les mains et les pieds d'un non-pratiquant peuvent s'avérer dangereux. Un néophyte qui s'implique corps et âme dans une lutte pour la vie, sans craindre ni blessure, ni trépas peut libérer une puissance considérable et extraordinaire, et être capable de défaire n'importe quel opposant. Que l'adversaire soit ou non initié aux arts martiaux ne doit en aucun cas nous leurrer sur son potentiel.
16. Faites un pas hors de chez vous et ce sont un million d'ennemis qui vous guettent.
17. Le kamae, ou posture d'attente, est destiné aux débutants ; avec l'expérience, on adopte le shizentai (posture naturelle).
18. Recherchez la perfection en kata, le combat réel est une autre affaire. Les katas sont la moelle de l'entraînement du karaté-dô, il convient de ne pas les dénaturer et de s'y entraîner conformément à l'enseignement dispensé par le maître. Anko Itosu disait : « Respectez la forme des katas, ne cherchez pas à en travailler l'esthétique ». En combat réel, il ne faut pas s'embarrasser ou se laisser entraver par les rituels propres aux katas, le pratiquant doit dépasser le cadre imposé par ces formes et se déplacer librement en fonction des forces et faiblesses de l'adversaire.
19. Sachez distinguer le dur du mou, la contraction de l'extension du corps et sachez moduler la rapidité d'exécution de vos techniques. Les combinaisons citées dans ce précepte s'appliquent aussi bien en kata qu'en combat réel. Si l'on exécute les katas sans combiner la possibilité de moduler l'intensité et le rythme des techniques ou l'alternance extension/contraction, l'exercice perd toute sa valeur. L'alternance dur-mou, extension-contraction, lenteur-célérité, inspiration-expiration est de première importance en combat et peut déterminer l'issue d'un affrontement.
20. Vous qui arpentez la Voie, ne laissez jamais votre esprit s'égarer, soyez assidu et habile. Que l'on adopte un point de vue spirituel ou technique, le pratiquant ne doit jamais laisser son esprit « s'égarer » et doit être « assidu et habile ».

De nombreux maîtres ont illustré ce précepte :
« Dès lors, je pratiquai matin et soir avec ferveur afin d'assimiler les principes de la Voie des arts martiaux au plus profond de mon être jusqu'à parvenir, aux alentours de ma cinquantième année, à une compréhension naturelle de ladite Voie. »
— Miyamoto Musashi
« Un merveilleux enseignement vient juste de se révéler à moi. »
— Yamaoka Tesshu, fondateur de l'école d'escrime Mutô-ryû, âgé alors de quarante-cinq ans.
« Je commence enfin à comprendre ce qu'est le blocage au visage (jodan age uke). »
— O'Sensei Funakoshi, alors âgé de quatre-vingts ans.
C'est seulement au terme d'une pratique embrassant plusieurs décennies et entretenue par un esprit courageux et intrépide que l'on peut parvenir à assimiler, pour la première fois de son existence, les véritables principes régissant la Voie. Cela met en relief la vanité qu'il y a à croire que l'on pourra devenir maître d'un art martial après 5 ou 10 années de pratique-loisir. Pareilles superstitions leurrent le pratiquant et salissent la Voie. Vanité et fainéantise sont des chaînes qui entravent la progression, les pratiquants devraient se livrer à une autocritique de tous les instants et se faire sans cesse violence ; jamais ils ne doivent manquer d'être constant jusqu'à avoir un aperçu clair des strates les plus profondes du karaté-dô. Tous ceux qui ont pour ambition de cheminer sur la Voie devraient faire leurs ces principes.

## Caractéristiques
Le Shōtōkan, comme les autres arts martiaux, est traditionnellement divisé en trois parties : le kihon ou « fondements », le kumite et le kata (formes ou modèles des mouvements). Les techniques de Shōtōkan dans le kihon et les katas sont caractérisées par des positions profondes et longues qui fournissent la stabilité, mouvements puissants et positions renforçant les jambes. La force et la puissance sont souvent démontrées au moyen de mouvements plus lents et plus retenus. Les techniques de kumite reflètent ces positions et mouvements à un niveau moins élevé, et sont davantage « libres » et flexibles.
Funakoshi considérait que les arts martiaux traditionnels (tels que le sumo, le jujitsu et le kenjutsu) concentraient trop leurs formes sur le combat, et il a voulu rendre le Shōtōkan moins axé sur le combat et plus sur la santé, la respiration, la libération d’énergie ainsi que la maîtrise du corps et de l’esprit. Pour Funakoshi, « le but réel du karaté n’est pas la victoire, mais le perfectionnement du caractère ».

### Kihon
Kihon (基本, « fondement », «base ») sont des mouvements exécutés seul et en ligne dans des aller-retour sur le tatami.
Chaque professeur montre un ou des mouvements, simples ou complexes selon le niveau du cours, mouvements qui peuvent être variés à l’infini.
Il est habituellement pratiqué en se déplaçant et en exécutant une combinaison de techniques. Le kihon est un aspect central du Shōtōkan. Tous les katas sont en effet construits à partir du kihon.
Le kihon est aussi utilisé pour le passage de la ceinture noire pour les personnes de moins de 18 ans (en France), pour éviter une confrontation, qui normalement, a lieu contre des adultes.
Pour le passage des grades de ceinture noire le jury qui évalue le pratiquant donne oralement un enchaînement de plusieurs coups et positions en japonais à effectuer dans son intégralité et le mieux possible.

### Kumite
- Kumite (組み手 ou 組手, composition de main?) souvent traduit par « combat ». Il existe plusieurs sortes de kumite. Voici les trois principales :
  - Kihon kumite (基本組み手 ou 基本組手?) : combat avec avertissement préalable des techniques qui seront utilisées.
  - jiū kumite (自由組み手 ou 自由組手?) : combat libre (sans avertissement préalable).
  - Shiai kumite (試合組み手 ou 試合組手?) : combat orienté pour la compétition.

#### Kihon kumite
Le combat avec conventions préalables ou avertissement préalable des techniques qui seront utilisées, que l’on peut varier à l’infini, selon les écoles, les clubs, les professeurs, le niveau, le but recherché, la complexité, etc. Cet article ne saurait en donner ici toute l’exhaustivité. En voici quelques exemples :
- Kihon ippon-kumite, combat avec une attaque.
- Kihon nippon-kumite, combat avec deux attaques.
- Kihon sanbon-kumite, combat avec trois attaques.
- Kihon gohon-kumite, combat avec cinq attaques.
- Kihon kaeshi-ippon-kumite, l’attaque commence en position shomen shizen tai[6].

#### Jiu kumite
Le combat libre (sans avertissement préalable) que l’on peut faire varier à l’infini, selon les écoles, les clubs, les professeurs, le niveau, le but recherché, la complexité, etc. Cet article ne saurait en donner ici toute l’exhaustivité. En voici quelques exemples :
- Jiū-ippon-kumite : combat sur une seule attaque non annoncée.
- Jiū-nippon-kumite : combat sur deux attaques non annoncées.
- Jiū-sanbon-kumite : combat sur trois attaques non annoncées.
- Jiū-kumite : combat avec le maximum de techniques classées Shōtōkan selon le style choisi, Ohshima ryū, Kase ha ryū, Nishiyama ryū, Kanazawa ryū, etc.

#### Shiai kumite
Shōtōkan adapté pour la compétition. C'est une évolution que certains considèrent comme ne respectant pas l'essence du karaté.

### Katas
De nos jours, il existe plusieurs variantes dans les katas Shōtōkan. Les principaux instigateurs de ces variantes sont maître Kase et maître Kanazawa.

#### Katas de débutant
- Ten-no-kata-omote : kata de l'univers[7] (1re partie)
- ten-no-kata-ura : kata de l'univers (2e partie)
- Taikyoku-shodan : grand ultime, 1er niveau
- Taikyoku-nidan : grand ultime, 2e niveau
- Taikyoku-sandan : grand ultime, 3e niveau

#### Katas1erdan

##### Katas de base
- Heian shodan : esprit paisible (1)
- Heian nidan : esprit paisible (2)
- Heian sandan : esprit paisible (3)
- Heian yondan : esprit paisible (4)
- Heian godan : esprit paisible (5)
- Tekki shodan : autre kata 1er dan

#### Katas2edan
- Basai dai
- Kanku dai
- Hangetsu
- Empi
- Jion

#### Katas3edan
- Gangaku
- Kanku sho
- Bassai sho
- Jitte
- Tekki nidan

#### Katas4edan
- Tekki sandan.
- Jiin.
- Niju shiho.
- Unsu.
- Sochin.

#### Katas5edan
- Meikyo.
- Goju shiho dai.
- Goju shiho sho.
- Chinte.
- Wankan.

## Ceintures
| Blanche |
| Jaune   |
| Orange  |
| Verte   |
| Bleu    |
| Marron  |
| Noire   |

Certains clubs ont une ceinture mauve ou violette (entre la bleue et la marron). 